# Sven Björklund
Sven Allan Reinhold Björklund, född 29 mars 1973 i Luleå, är en svensk skådespelare, komiker, författare och medlem i teatergruppen Klungan.
Han är bland annat känd för sin medverkan i radioprogrammet Mammas nya kille (2005–2011) och TV-serien Ingen bor i skogen (2010). Sven Björklund har även medverkat i barnprogrammet Dafo som han skapat tillsammans med kollegan Olof Wretling.
Sven Björklund har även arbetat på Profilteatern i Umeå. Han är bosatt i Krokek utanför Norrköping och har två barn.

## Filmografi
- 2004–2012 – Häxan Surtant (TV-serie) (röst)
- 2010 – Ingen bor i skogen (TV-serie)
- 2010 – Hotell Gyllene Knorren (TV-serie)
- 2011–2012 – Dafo (TV-serie)
- 2014 – Krakel Spektakel
- 2017 – Småstaden (TV-serie)
- 2018 – Sune vs Sune
- 2019 – Filip och Mona (TV-serie)
- 2020 – Pelle Svanslös (röst)
- 2021 – Bamse och vulkanön (röst)
- 2024 – Super-Charlie (röst)

## Teater

### Roller (ej komplett)
| År   | Roll | Produktion                                                  | Regi            | Teater                          |
| ---- | ---- | ----------------------------------------------------------- | --------------- | ------------------------------- |
| 2021 |      | Rann heter egentligen något annat Staffan Göthe             | Carolina Frände | Uppsala stadsteater             |
| 2022 |      | Hjälp mig inte William Spetz                                | Elin Hallberg   | Rival/ Turné                    |
| 2023 |      | Monstrets Tid Olof Wretling Mattias Fransson Sven Björklund | Ada Berger      | Kulturhuset Stadsteatern/ Turné |

## Verk
- Björklund, Sven; Wretling Olof (2014). Till häst genom Västerbotten. Stockholm: Bonnier. Libris 16465291. ISBN 9789100126063